# Claudia Wells
Pour les articles homonymes, voir Wells.
Claudia Wells, née le 5 juillet 1966 à Kuala Lumpur (Malaisie), est une actrice américaine principalement connue pour avoir joué le rôle de Jennifer, la petite amie de Marty McFly, dans  Retour vers le futur.

## Biographie
Claudia Wells a passé sa petite enfance au Venezuela, puis a vécu à San Francisco. Après quelques apparitions dans des séries TV, et avoir participé — infructueusement — au casting de Gremlins, Les Goonies et Le Secret de la pyramide pour Amblin Entertainment, elle participe à nouveau à un casting devant Spielberg, Zemeckis et Gale. Elle remporte un rôle mineur en 1985 avec le film Retour vers le futur, où elle joue Jennifer Parker, la petite amie de Marty McFly. Toutefois, un cancer ayant été diagnostiqué chez sa mère, elle n'a pas été disponible pour reprendre le rôle dans les deux derniers épisodes. Elle y a été remplacée par Elisabeth Shue.
Depuis 1991, elle possède et gère un magasin de vêtements de luxe pour hommes dans Studio City, appelé Armani Wells.
En 2011, elle interprète de nouveau le personnage de Jennifer Parker en lui donnant sa voix pour le jeu vidéo Back to the Future: The Game, part I, II et III.

## Filmographie

### Cinéma
- 1985 : Retour vers le futur (Back to the Future) : Jennifer Parker
- 2008 : Still Waters Burn : Laura Harper
- 2011 : Alien Armageddon : Eileen Daly
- 2013 : You Are Not Alone (Court-métrage) : La mère de Cristina
- 2013 : Max (Court-métrage) : Maman
- 2014 : Starship: Rising (en) : Capitaine Savage
- 2015 : EP/Executive Protection : Pam Travis
- 2015 : Back To The Future 2015 (Court-métrage) : Jennifer Parker
- 2017 : Vitals : Margaret Parks
- 2018 : Groove Street : Julie
- 2018 : Quinn : Ronnie

### Télévision
- 1979 : Family (Série TV) : Barbara Collins / Denise
- 1981 : Rise and Shine (Série TV) : Patsy D'Allisandro
- 1981 : Strike Force (Série TV) : Patty
- 1982 : Herbie, the Love Bug (Série TV) : Julie MacLane
- 1983 : Lovers and Other Strangers (Série TV) : Mary Claire Delvecchio
- 1984 : Fame (Série TV) : Marya
- 1984 : Anatomy of an Illness (Téléfilm) : Sarakit
- 1984-1985 : Off the Rack (Série TV) : Shannon Halloran
- 1985 : Simon et Simon (Série TV) : Phoebe Glass
- 1985 : Able to Do (Téléfilm)
- 1985 : Trapper John, M.D. (Série TV) : Candy
- 1986 : Fast Times (Série TV) : Linda Barrett
- 1986 : Brothers (Série TV) : Sarah
- 2011 : Mentalist (Série TV) : Chef Marnie Green